# Parti unioniste (Écosse)
Le Parti unioniste était le principal parti politique de centre-droit en Écosse entre 1912 et 1965. 
Indépendant du Parti conservateur et unioniste d'Angleterre et du pays de Galles, bien qu'associé à celui-ci, il se présente  aux élections à différentes périodes de son histoire en alliance avec un petit nombre de candidats  libéraux unionistes et libéraux nationaux. Les élus au Parlement britannique sont associés aux élus conservateurs. À Westminster, les différences entre Parti unioniste et le Parti conservateur peuvent sembler floues ou inexistantes à l'observateur externe, d'autant plus que de nombreux députés écossais étaient en vue au sein du parti conservateur parlementaire, tels que les chefs de parti Bonar Law (1911-1921 et 1922-1923) et Sir Alec Douglas-Home (1963-1965), qui ont tous deux été premier ministre du Royaume-Uni. 
Traditionnellement, le parti ne participait pas aux élections locales mais soutenait et assistait le Parti progressiste dans ses campagnes contre le Parti travailliste. Cette relation a pris fin lorsque les conservateurs ont commencé à présenter leurs propres candidats, qui se sont opposés aux travaillistes et aux progressistes. 

## Origines
Les origines du Parti unioniste écossais se trouvent dans la scission de 1886 du Parti libéral britannique avec l'émergence des unionistes libéraux sous Joseph Chamberlain. Avant cela, le seul parti conservateur en Écosse était le Parti conservateur officiel, qui n'avait jamais fait sérieusement concurrence au Parti libéral dominant et au Parti libéral écossais depuis les réformes électorales de 1832. Les nouveaux unionistes libéraux acceptent rapidement un pacte électoral avec le Parti conservateur en Grande-Bretagne, et en Écosse ce pacte a raison de l'ancienne domination électorale des libéraux écossais. 
Après la fusion officielle en 1912 des unionistes libéraux et des conservateurs en Grande-Bretagne au sein du Parti conservateur et unioniste, le parti unioniste écossais émerge comme équivalent du parti conservateur en Écosse, bien que certains candidats se présentent toujours sous l'étiquette d'unioniste libéral en raison de la popularité du mot "libéral" en Écosse. 

## Ethos et attrait

Carte des résultats de l'élection générale de 1931 en Écosse, où les unionistes ont remporté 66% des sièges écossais.
Conservateurs/Unionistes
Travaillistes
Libéraux
Nationaux-libéraux
Travaillistes indépendants

L'unité de l'Empire était le cœur de l'idéologie du Parti unioniste écossais. Alors que le Parti unioniste écossais est lié au niveau parlementaire au Parti conservateur en Angleterre et au pays de Galles, il est conscient qu'il doit faire appel à la tradition libérale en Écosse, et donc jusqu'en 1965; il évite soigneusement d'utiliser le terme "conservateur". Par exemple, il utilise la littérature du Parti conservateur, mais change le mot "conservateur" en "unioniste". 
Le parti accumule un soutien important de la classe ouvrière en mettant l'accent sur le lien entre l'Union, l'Empire et le sort de l'industrie locale. L'unité entre les classes était souvent citée comme l'une des bases de l'unionisme défendu par le parti. Parallèlement à ce protectionnisme, le protestantisme a également joué un rôle important dans l'attrait de la classe ouvrière du parti. Bien que cela ne soit pas explicitement exprimé par le parti, de peur de s'aliéner le petit mais lucratif soutien des classes moyennes et supérieures catholiques, l'appel au protestantisme existait à travers la promotion de membres bien connus de l'Église d'Écosse comme John Buchan, ou d'éminents orangistes dans les régions de l'ouest et du centre de l'Écosse. Ces  orangistes éminents comprennent Sir John Gilmour, secrétaire d'État pour l'Écosse dans les années 1920 et ministre de l'Intérieur dans les années 1930. Certains ont vu cela comme une nomination anti-catholique ; cependant, c'est Gilmour qui, en tant que secrétaire d'État pour l'Écosse, a rejeté le rapport très controversé de l'Église d'Écosse intitulé "La menace de la race irlandaise pour notre nationalité écossaise". 
Le fait d'être un parti écossais indépendant a permis de se poser comme rempart face à la menace d'un parti travailliste centralisateur basé à Londres. Un aspect crucial de cette stratégie, en particulier dans les années 1940 et 1950, consiste à présenter le Parti travailliste comme "étranger" en le qualifiant notamment et avec succès de "socialiste". Cet avantage est encore renforcé par l'opposition au programme de nationalisation d'après-guerre du Parti travailliste, qui entraînait le contrôle par Londres d'entreprises écossaises. 
La ligne du parti tente de concilier l'individualisme et le collectivisme afin d'attirer les potentiels électeurs travaillistes. Cela donne au parti une image de flexibilité et de pragmatisme, fondée sur la synthèse des "deux idées fondamentales que sont l'individualité humaine et le service aux autres et à la communauté". 

## Bilan électoral et élections générales de 1955

Carte des résultats des élections générales de 1955 en Écosse, souvent cité comme un point culminant pour le Parti unioniste.

Le Parti libéral étant divisé et en déclin, le Parti unioniste écossais a réussi à attirer d'anciens électeurs libéraux au cours de cette période - parfois avec des candidats sous étiquette unioniste libérale. La création du Parti national libéral contribue également à accroître le vote unioniste. 
Dans ce contexte, leur soutien augmente et l'émergence du Parti travailliste en tant que menace pour les classes moyennes permet aux unionistes écossais d'obtenir la majorité des sièges écossais aux élections générales de 1924, avec 37 des 73 sièges de l'Écosse. Souffrant d'un revers en 1929, ils réaffirment leur domination lors des élections générales de 1931 lors d'une réaction électorale contre le Parti travailliste qui a abouti à la création du gouvernement national. Le Parti unioniste écossais remportent 79% des sièges écossais cette année-là, 58 sur 73. En 1935, ils remportent une majorité réduite de 45 députés. 
La situation demeure la même la même jusqu'à la victoire écrasante de Labour aux élections générales de 1945. Les unionistes ne remportent que 30 des 71 sièges écossais. Aux élections générales de 1950, une majorité de députés travaillistes est élue, mais le Parti unioniste écossais comble l'écart en élisant 32 députés. Lors de la victoire électorale des conservateurs en 1951, un nombre égal de députés travaillistes et unionistes sont élus en Écosse. 
Avec un nombre de membres de l'Église d'Écosse culminant à 1 300 000 en 1955 - soit plus du quart de la population écossaise - les élections générales de 1955 voient un succès sans précédent des unionistes, le parti obtenant 50,1% des voix et 36 des 71 sièges à Westminster:179.  Souvent cité comme le seul parti à avoir obtenu la majorité des voix écossaises, six des députés conservateurs et unionistes sont élus cette année-là sous l'étiquette de libéral unioniste ou de national libéral. Ce succès apparent a été le prélude à un certain nombre d'événements qui affaiblissent le Parti unioniste écossais et la branche conservatrice écossaise qui lui succède. 

## Fusion avec le Parti conservateur
Après la défaite électorale (six sièges perdus) des élections générales de 1964, les réformes de 1965 mettent fin au Parti unioniste écossais en tant que force indépendante:180. Il est renommé "Parti conservateur et unioniste écossais" et dépend du Parti conservateur britannique. Ces réformes, ainsi que d'autres en 1977, ont vu les conservateurs écossais transformés en simple branche régionale, avec le personnel, les finances et les bureaux politiques du parti sous le contrôle de la direction à Londres. 
Ces changements entraînent de sérieuses implications pour l'identité des unionistes écossais et sont rapidement été suivis par la montée du Parti national écossais (SNP) indépendantiste. Ce passage apparemment paradoxal de l'unionisme au nationalisme pourrait s'expliquer par la l'image de parti écossais indépendant opposé aux travaillistes britanniques qu'avait l'ancien Parti unioniste écossais , et au fait que le terme "Conservateur" est considéré comme plus anglais. 

## Conséquences de la fusion
La fin de l'Empire britannique voit aussi celle de la domination des organisations protestantes, celles-ci devant faire face à la sécularisation de la société. Le déclin des associations protestantes et la perte de sa base ouvrière protestante provoquent l'érosion du vote unioniste. Bien que de nombreux conservateurs appartiennent toujours à l'Église, la plupart des membres de l'Église d'Écosse ne sont plus conservateurs. 
Avec le changement de camp du Daily Record et son soutien au Parti travailliste:180, le Parti conservateur des années 1960 est vu et décrit comme le parti de l'aristocratie anglicisée. Combiné avec le nouveau nom, cela contribue à pousser les anciens électeurs unionistes vers le Parti travailliste et le SNP, qui progressent considérablement lors des deux élections générales de février et d'octobre 1974. 
Les relations entre les conservateurs écossais et l'Ordre Orange, une organisation très implantée dans les classes populaires, sont mises à mal par l'image élitiste du parti : mais ce sont les troubles en Irlande du Nord qui créent des problèmes plus concrets. L'Ordre d'Orange est associé aux violences inter-confessionnelles et aux groupes paramilitaires protestants en Irlande du Nord, bien que les branches écossaises de l'Ordre tentent de régler ce problème. Cela pousse le Parti conservateur à s'éloigner des orangistes. La rupture est consommée quand le Premier ministre conservateur Margaret Thatcher signe l'accord anglo-irlandais en 1985.

## Résultats électoraux
Ce tableau montre les résultats électoraux du Parti unioniste écossais, de sa première élection générale en 1918 à sa dernière en 1964. Le nombre total de sièges et le pourcentage de votes concernent uniquement l'Écosse. 
| Élection | Votes % | Sièges  | Résultat de l'élection                                                                                          |
| -------- | ------- | ------- | --- |
| 1918     | 30,8%   | 28 / 73 | Victoire de la Coalition de Lloyd George                                                                        |
| 1922     | 25,1%   | 13 / 73 | Victoire conservatrice                                                                                          |
| 1923     | 31,6%   | 14 / 73 | Victoire conservatrice mais gouvernement travailliste                                                           |
| 1924     | 40,7%   | 36 / 73 | Victoire conservatrice                                                                                          |
| 1929     | 35,9%   | 20 / 73 | Victoire travailliste                                                                                           |
| 1931     | 49,5%   | 48 / 73 | Victoire conservatrice                                                                                          |
| 1935     | 42,0%   | 35 / 73 | Victoire conservatrice, gouvernement d'union nationale                                                          |
| 1945     | 36,7%   | 24 / 71 | Victoire travailliste                                                                                           |
| 1950     | 37,2%   | 26 / 71 | Victoire travailliste                                                                                           |
| 1951     | 39,9%   | 29 / 71 | Victoire conservatrice                                                                                          |
| 1955     | 41,5%   | 30 / 71 | Victoire conservatrice (le total des unionistes et des libéraux nationaux était de 50,1% des voix et 36 sièges) |
| 1959     | 39,8%   | 25 / 71 | Victoire conservatrice                                                                                          |
| 1964     | 37,3%   | 24 / 71 | Victoire travailliste                                                                                           |

## Présidents de parti
- George Younger, 1916-1923
- Victor Hope, marquis de Linlithgow, 1924-1926
- Harriet Findlay, 1928
- John Craik-Henderson
- Vicomte Stuart de Findhorn, 1950-1962
- Michael Noble, 1962-1963
- Sir John George (en), 1963-1965
- John Gilmour, 1965-1967